# Vladimír Laštůvka
Vladimír Laštůvka (ur. 8 czerwca 1943 w Strážnicach, zm. 27 września 2018) – czeski polityk i inżynier, więzień polityczny w czasach komunistycznych, deputowany do Izby Poselskiej, poseł do Parlamentu Europejskiego V kadencji (2004).

## Życiorys
Absolwent fizyki jądrowej Politechniki Czeskiej w Pradze (1967). Pracował jako naukowiec, prowadził zajęcia na uniwersytecie UJEP. Był sygnatariuszem Karty 77. W 1977 objęty zakazem nauczania, w 1978 tymczasowo aresztowany, następnie skazany na karę pozbawienia wolności. Po zwolnieniu od 1979 pracował początkowo jako palacz, następnie jako technik. W połowie lat 80. zwolniony z pracy w szpitalu w Českiej Lípie z powodów politycznych.
Zaangażował się w działalność polityczną w okresie przemian demokratycznych. W 1990 został dokooptowany do Czeskiej Rady Narodowej, w której zasiadał do 1992. Był członkiem Forum Obywatelskiego, a po jego rozpadzie działał w Ruchu Obywatelskim. Później dołączył do Czeskiej Partii Socjaldemokratycznej. W latach 1996–2006 przez trzy kadencje był deputowanym do Izby Poselskiej. Od 2003 pełnił także funkcję obserwatora w Parlamencie Europejskim, od maja do lipca 2004 sprawował mandat eurodeputowanego V kadencji w ramach delegacji krajowej. Po odejściu z parlamentu pracował jako konsultant w Děčínie.